# Grodzisko (powiat oświęcimski)
Grodzisko – wieś w Polsce, położona w województwie małopolskim, w powiecie oświęcimskim, w gminie Zator.
| SIMC    | Nazwa    | Rodzaj     |
| ------- | -------- | ---------- |
| 0076724 | Olszyna  | część wsi  |
| 0076730 | Zastawie | przysiółek |

W latach 1975–1998 wieś administracyjnie należała do województwa bielskiego.
We wsi znajduje się nieczynny przystanek kolejowy na linii kolejowej 103.

## Zabytki
Obiekt wpisany do rejestru zabytków nieruchomych województwa małopolskiego.
- Grodzisko wczesnośredniowieczne.